# Olympische Winterspiele 2018/Eishockey (Herren)/Kader
Die Kader des olympischen Eishockeyturniers der Herren 2018, das vom 14. bis zum 25. Februar 2018 im südkoreanischen Gangneung ausgetragen wurde, bestanden aus insgesamt 300 Spielern in zwölf Mannschaften. Demzufolge nominierte jedes Team ein 25-Mann-Aufgebot, das aus drei Torhütern, acht Verteidigern und 14 Angreifern bestand.
Die Kader waren maßgeblich von der Entscheidung der National Hockey League (NHL) beeinflusst, ihre Saison 2017/18 erstmals seit den Winterspielen 1994 nicht für die Olympiade zu unterbrechen. Als Hauptgrund dafür nannte die NHL die Kosten, die für Reise, Unterbringung und Versicherung ihrer Spieler in Südkorea entstünden, und die im Gegensatz zu 2014 nicht mehr vom Internationalen Olympischen Komitee (IOC) übernommen werden sollten. Darüber hinaus wurden mögliche Verletzungen der Spieler, die den sportlichen Ausgang der Saison beeinflussen könnten, sowie die fehlenden Vermarktungsrechte in Bild und Ton der NHL an den Olympischen Spielen als weitere Begründungen angeführt. In einer Stellungnahme verkündete das IOC, dass sich die Internationale Eishockey-Föderation (IIHF) bereit erklärt habe, die genannten Kosten zu übernehmen und somit die gleichen finanziellen Rahmenbedingungen wie 2014 zu schaffen. Ferner ist eine derartige Kostenübernahme in vergleichbaren Fällen, wie bei der National Basketball Association für die Olympischen Sommerspiele, nicht üblich. Obwohl einige Spieler ursprünglich angekündigt hatten, die Entscheidung der NHL samt möglicher Sanktionen ignorieren zu wollen, steht im Endeffekt keiner der 300 Nominierten bei einem NHL-Team unter Vertrag. Bei den Winterspielen 2014 stellte die NHL noch etwa die Hälfte aller Akteure, während dieser Anteil bei den Halbfinalteilnehmern bereits bei rund 90 % lag.
Im Folgenden sind die Kader der Teams, nach Gruppen sortiert, ebenso aufgelistet wie der jeweilige Trainerstab und weitere Offizielle.

## Legende
| Allgemein   |                                                     |                                                     |                                                     |
| Nr.         | Trikotnummer des Spielers                           | Trikotnummer des Spielers                           | Trikotnummer des Spielers                           |
| Pos.        | Position des Spielers                               | F                                                   | Angreifer                                           |
| Pos.        | Position des Spielers                               | D                                                   | Verteidiger                                         |
| Team (Liga) | Vereinsmannschaft (und Liga) zu Beginn des Turniers | Vereinsmannschaft (und Liga) zu Beginn des Turniers | Vereinsmannschaft (und Liga) zu Beginn des Turniers |

| Statistiken |              |          |                           |
| Feldspieler | Feldspieler  | Torhüter | Torhüter                  |
| Sp          | Spiele       | S        | Siege                     |
| T           | Tore         | N        | Niederlagen               |
| V           | Vorlagen     | OTN      | Niederlagen nach Overtime |
| Pkt         | Scorerpunkte | Min      | gespielte Minuten         |
| SM          | Strafminuten | GT       | Gegentore                 |
| +/−         | Plus/Minus   | SO       | Shutouts                  |
|             |              | Sv%      | Fangquote                 |
|             |              | GTS      | Gegentorschnitt           |

## Gruppe A

### Kanada
Der kanadische Kader wurde am 11. Januar 2018 bekanntgegeben. Mit einem Durchschnittsalter von über 30 Jahren trat Kanada unter der Leitung von Cheftrainer Willie Desjardins mit dem ältesten Aufgebot des Turniers an. Unterdessen verfügten nur zwei der 25 Spieler über keine NHL-Erfahrung.
| Feldspieler | Feldspieler         | Feldspieler | Feldspieler   | Feldspieler | Feldspieler | Feldspieler | Feldspieler | Feldspieler | Feldspieler | Feldspieler                          |
| Nr.         | Name                | Pos.        | Geburtsdatum  | Sp          | T           | V           | Pkt         | SM          | +/−         | Team                                 |
| ----------- | ------------------- | ----------- | ------------- | ----------- | ----------- | ----------- | ----------- | ----------- | ----------- | ------------------------------------ |
| 17          | René Bourque – A    | F           | 10. Dez. 1981 | 6           | 3           | 1           | 4           | 2           | −2          | Djurgårdens IF (SHL)                 |
| 7           | Gilbert Brulé       | F           | 1. Jan. 1987  | 5           | 2           | 1           | 3           | 25          | −2          | Kunlun Red Star (KHL)                |
| 19          | Andrew Ebbett – A   | F           | 2. Jan. 1983  | 5           | 2           | 1           | 3           | 0           | +3          | SC Bern (NL)                         |
| 24          | Stefan Elliott      | D           | 30. Jan. 1991 | 2           | 0           | 0           | 0           | 0           | ±0          | HV71 (SHL)                           |
| 5           | Chay Genoway        | D           | 20. Dez. 1986 | 6           | 0           | 1           | 1           | 4           | +1          | HK Lada Toljatti (KHL)               |
| 27          | Cody Goloubef       | D           | 30. Nov. 1989 | 6           | 0           | 2           | 2           | 6           | +4          | Stockton Heat (AHL)                  |
| 18          | Marc-André Gragnani | D           | 11. März 1987 | 6           | 0           | 3           | 3           | 2           | +3          | HK Dinamo Minsk (KHL)                |
| 16          | Quinton Howden      | F           | 21. Jan. 1992 | 3           | 0           | 1           | 1           | 0           | +3          | HK Dinamo Minsk (KHL)                |
| 11          | Chris Kelly – C     | F           | 11. Nov. 1980 | 6           | 2           | 1           | 3           | 0           | +2          | Belleville Senators (AHL)            |
| 12          | Rob Klinkhammer     | F           | 12. Aug. 1986 | 6           | 0           | 2           | 2           | 2           | +3          | Ak Bars Kasan (KHL)                  |
| 15          | Brandon Kozun       | F           | 8. März 1990  | 5           | 0           | 2           | 2           | 2           | +1          | Lokomotive Jaroslawl (KHL)           |
| 40          | Maxim Lapierre      | F           | 29. März 1985 | 6           | 1           | 0           | 1           | 0           | +2          | HC Lugano (NL)                       |
| 4           | Chris Lee – A       | D           | 3. Okt. 1980  | 6           | 0           | 5           | 5           | 0           | −1          | HK Metallurg Magnitogorsk (KHL)      |
| 56          | Maxim Noreau – A    | D           | 24. Mai 1987  | 6           | 2           | 5           | 7           | 0           | +3          | SC Bern (NL)                         |
| 22          | Eric O’Dell         | F           | 21. Juni 1990 | 6           | 1           | 1           | 2           | 2           | +2          | HK Sotschi (KHL)                     |
| 21          | Mason Raymond       | F           | 17. Sep. 1985 | 6           | 1           | 1           | 2           | 6           | +1          | SC Bern (NL)                         |
| 37          | Mat Robinson        | D           | 20. Juni 1986 | 6           | 1           | 1           | 2           | 0           | ±0          | HK ZSKA Moskau (KHL)                 |
| 9           | Derek Roy – A       | F           | 4. Mai 1983   | 6           | 2           | 5           | 7           | 8           | −2          | Linköping HC (SHL)                   |
| 3           | Karl Stollery       | D           | 21. Nov. 1987 | 4           | 0           | 0           | 0           | 0           | +2          | Dinamo Riga (KHL)                    |
| 92          | Christian Thomas    | F           | 26. Mai 1992  | 6           | 1           | 1           | 2           | 2           | +3          | Wilkes-Barre/Scranton Penguins (AHL) |
| 91          | Linden Vey          | F           | 17. Juli 1991 | 6           | 0           | 1           | 1           | 2           | +1          | ZSC Lions (NL)                       |
| 8           | Wojtek Wolski       | F           | 24. Feb. 1986 | 6           | 3           | 1           | 4           | 0           | +3          | HK Metallurg Magnitogorsk (KHL)      |

| Torhüter | Torhüter      | Torhüter      | Torhüter | Torhüter | Torhüter | Torhüter | Torhüter | Torhüter | Torhüter | Torhüter | Torhüter | Torhüter                  |
| Nr.      | Name          | Geburtsdatum  | Sp       | S        | N        | OTN      | Min      | GT       | SO       | Sv%      | GTS      | Team                      |
| -------- | ------------- | ------------- | -------- | -------- | -------- | -------- | -------- | -------- | -------- | -------- | -------- | ------------------------- |
| 35       | Justin Peters | 30. Aug. 1986 | –        | –        | –        | –        | –        | –        | –        | –        | –        | Kölner Haie (DEL)         |
| 31       | Kevin Poulin  | 12. Apr. 1990 | 4        | 3        | 1        | 0        | 213:54   | 8        | 1        | 90,36    | 2,24     | EHC Kloten (NL)           |
| 30       | Ben Scrivens  | 11. Sep. 1986 | 3        | 1        | 0        | 1        | 149:17   | 4        | 0        | 92,86    | 1,61     | Salawat Julajew Ufa (KHL) |

| Offizielle       | Offizielle | Offizielle        | Offizielle    |
| Funktion         | Nat.       | Name              | Geburtsdatum  |
| ---------------- | ---------- | ----------------- | ------------- |
| Cheftrainer      | Kanada     | Willie Desjardins | 11. Feb. 1957 |
| Assistenztrainer | Kanada     | Dave King         | 22. Dez. 1947 |
| Assistenztrainer | Kanada     | Scott Walker      | 19. Juli 1973 |
| Assistenztrainer | Kanada     | Craig Woodcroft   | 3. Dez. 1969  |
| General Manager  | Kanada     | Sean Burke        | 29. Jan. 1967 |

### Schweiz
Die Schweiz gab ihr olympisches Aufgebot am 22. Januar 2018 bekannt. Nationaltrainer Patrick Fischer griff dabei ausschließlich auf Spieler aus der heimischen National League zurück.
| Feldspieler | Feldspieler         | Feldspieler | Feldspieler   | Feldspieler                                                                                     | Feldspieler                                                                                     | Feldspieler                                                                                     | Feldspieler                                                                                     | Feldspieler                                                                                     | Feldspieler                                                                                     | Feldspieler             |
| Nr.         | Name                | Pos.        | Geburtsdatum  | Sp                                                                                              | T                                                                                               | V                                                                                               | Pkt                                                                                             | SM                                                                                              | +/−                                                                                             | Team                    |
| ----------- | ------------------- | ----------- | ------------- | ----------------------------------------------------------------------------------------------- | ----------------------------------------------------------------------------------------------- | ----------------------------------------------------------------------------------------------- | ----------------------------------------------------------------------------------------------- | ----------------------------------------------------------------------------------------------- | ----------------------------------------------------------------------------------------------- | ----------------------- |
| 89          | Cody Almond         | F           | 24. Juli 1989 | 4                                                                                               | 0                                                                                               | 2                                                                                               | 2                                                                                               | 25                                                                                              | +1                                                                                              | Genève-Servette HC (NL) |
| 10          | Andres Ambühl       | F           | 14. Sep. 1983 | 4                                                                                               | 0                                                                                               | 5                                                                                               | 5                                                                                               | 2                                                                                               | +1                                                                                              | HC Davos (NL)           |
| 58          | Eric Blum           | D           | 13. Juni 1986 | 4                                                                                               | 0                                                                                               | 0                                                                                               | 0                                                                                               | 0                                                                                               | −3                                                                                              | SC Bern (NL)            |
| 23          | Simon Bodenmann     | F           | 2. März 1988  | 2                                                                                               | 0                                                                                               | 0                                                                                               | 0                                                                                               | 2                                                                                               | ±0                                                                                              | SC Bern (NL)            |
| 71          | Enzo Corvi          | F           | 23. Dez. 1992 | 4                                                                                               | 1                                                                                               | 0                                                                                               | 1                                                                                               | 4                                                                                               | +1                                                                                              | HC Davos (NL)           |
| 16          | Raphael Diaz – C    | D           | 9. Jan. 1986  | 3                                                                                               | 0                                                                                               | 0                                                                                               | 0                                                                                               | 0                                                                                               | −2                                                                                              | EV Zug (NL)             |
| 13          | Félicien Du Bois    | D           | 18. Okt. 1983 | 3                                                                                               | 1                                                                                               | 1                                                                                               | 2                                                                                               | 4                                                                                               | +1                                                                                              | HC Davos (NL)           |
| 54          | Philippe Furrer – A | D           | 16. Juni 1985 | 4                                                                                               | 0                                                                                               | 0                                                                                               | 0                                                                                               | 0                                                                                               | +4                                                                                              | HC Lugano (NL)          |
| 4           | Patrick Geering     | D           | 12. Feb. 1990 | 4                                                                                               | 0                                                                                               | 2                                                                                               | 2                                                                                               | 0                                                                                               | +3                                                                                              | ZSC Lions (NL)          |
| 92          | Gaëtan Haas         | F           | 31. Jan. 1992 | 4                                                                                               | 0                                                                                               | 1                                                                                               | 1                                                                                               | 0                                                                                               | −2                                                                                              | SC Bern (NL)            |
| 61          | Fabrice Herzog      | F           | 9. Dez. 1994  | 3                                                                                               | 0                                                                                               | 1                                                                                               | 1                                                                                               | 0                                                                                               | ±0                                                                                              | ZSC Lions (NL)          |
| 15          | Grégory Hofmann     | F           | 13. Nov. 1992 | 2                                                                                               | 0                                                                                               | 1                                                                                               | 1                                                                                               | 0                                                                                               | +1                                                                                              | HC Lugano (NL)          |
| 70          | Denis Hollenstein   | F           | 15. Okt. 1989 | 4                                                                                               | 1                                                                                               | 0                                                                                               | 1                                                                                               | 0                                                                                               | −2                                                                                              | EHC Kloten (NL)         |
| 55          | Romain Loeffel      | D           | 10. März 1991 | 3                                                                                               | 0                                                                                               | 1                                                                                               | 1                                                                                               | 0                                                                                               | +3                                                                                              | Genève-Servette HC (NL) |
| 82          | Simon Moser – A     | F           | 10. März 1989 | 4                                                                                               | 2                                                                                               | 1                                                                                               | 3                                                                                               | 0                                                                                               | −1                                                                                              | SC Bern (NL)            |
| 8           | Vincent Praplan     | F           | 10. Juni 1994 | 4                                                                                               | 0                                                                                               | 0                                                                                               | 0                                                                                               | 0                                                                                               | ±0                                                                                              | EHC Kloten (NL)         |
| 9           | Thomas Rüfenacht    | F           | 22. Feb. 1985 | 4                                                                                               | 2                                                                                               | 1                                                                                               | 3                                                                                               | 2                                                                                               | +3                                                                                              | SC Bern (NL)            |
| 19          | Reto Schäppi        | F           | 27. Jan. 1991 | 4                                                                                               | 1                                                                                               | 0                                                                                               | 1                                                                                               | 0                                                                                               | +1                                                                                              | ZSC Lions (NL)          |
| 60          | Tristan Scherwey    | F           | 7. Mai 1991   | 4                                                                                               | 0                                                                                               | 0                                                                                               | 0                                                                                               | 4                                                                                               | ±0                                                                                              | SC Bern (NL)            |
| 27          | Dominik Schlumpf    | D           | 3. März 1991  | 4                                                                                               | 0                                                                                               | 0                                                                                               | 0                                                                                               | 2                                                                                               | +2                                                                                              | EV Zug (NL)             |
| 44          | Pius Suter          | F           | 24. Mai 1996  | 4                                                                                               | 3                                                                                               | 2                                                                                               | 5                                                                                               | 0                                                                                               | +4                                                                                              | ZSC Lions (NL)          |
| 65          | Ramon Untersander   | D           | 21. Jan. 1991 | 4                                                                                               | 0                                                                                               | 1                                                                                               | 1                                                                                               | 0                                                                                               | −2                                                                                              | SC Bern (NL)            |
| –           | Joël Vermin         | F           | 5. Feb. 1992  | verletzungsbedingte Absage am 28. Januar 2018; ersetzt durch Grégory Hofmann am 28. Januar 2018 | verletzungsbedingte Absage am 28. Januar 2018; ersetzt durch Grégory Hofmann am 28. Januar 2018 | verletzungsbedingte Absage am 28. Januar 2018; ersetzt durch Grégory Hofmann am 28. Januar 2018 | verletzungsbedingte Absage am 28. Januar 2018; ersetzt durch Grégory Hofmann am 28. Januar 2018 | verletzungsbedingte Absage am 28. Januar 2018; ersetzt durch Grégory Hofmann am 28. Januar 2018 | verletzungsbedingte Absage am 28. Januar 2018; ersetzt durch Grégory Hofmann am 28. Januar 2018 | Lausanne HC (NL)        |

| Torhüter | Torhüter        | Torhüter      | Torhüter | Torhüter | Torhüter | Torhüter | Torhüter | Torhüter | Torhüter | Torhüter | Torhüter | Torhüter      |
| Nr.      | Name            | Geburtsdatum  | Sp       | S        | N        | OTN      | Min      | GT       | SO       | Sv%      | GTS      | Team          |
| -------- | --------------- | ------------- | -------- | -------- | -------- | -------- | -------- | -------- | -------- | -------- | -------- | ------------- |
| 63       | Leonardo Genoni | 28. Aug. 1987 | 1        | 0        | 1        | 0        | 25:52    | 4        | 0        | 66,67    | 9,28     | SC Bern (NL)  |
| 1        | Jonas Hiller    | 12. Feb. 1982 | 4        | 1        | 1        | 1        | 211:19   | 4        | 1        | 95,60    | 1,14     | EHC Biel (NL) |
| 52       | Tobias Stephan  | 21. Jan. 1984 | −        | −        | −        | −        | −        | −        | −        | −        | −        | EV Zug (NL)   |

| Offizielle       | Offizielle     | Offizielle         | Offizielle   |
| Funktion         | Nat.           | Name               | Geburtsdatum |
| ---------------- | -------------- | ------------------ | ------------ |
| Cheftrainer      | Schweiz        | Patrick Fischer    | 6. Sep. 1975 |
| Assistenztrainer | Schweden       | Tommy Albelin      | 21. Mai 1964 |
| Assistenztrainer | Schweiz Kanada | Christian Wohlwend | 4. Jan. 1977 |
| General Manager  | Schweiz        | Raeto Raffainer    | 1. Jan. 1982 |

### Südkorea
Gastgeber Südkorea, das bei den Herren (im Gegensatz zu den Damen) kein gemeinsames Team mit Nordkorea stellte, verkündete sein endgültiges Aufgebot unter Cheftrainer Jim Paek am 18. Januar 2018.
| Feldspieler | Feldspieler       | Feldspieler | Feldspieler   | Feldspieler | Feldspieler | Feldspieler | Feldspieler | Feldspieler | Feldspieler | Feldspieler                   |
| Nr.         | Name              | Pos.        | Geburtsdatum  | Sp          | T           | V           | Pkt         | SM          | +/−         | Team                          |
| ----------- | ----------------- | ----------- | ------------- | ----------- | ----------- | ----------- | ----------- | ----------- | ----------- | ----------------------------- |
| 27          | Ahn Jin-hui       | F           | 6. März 1991  | 3           | 1           | 0           | 1           | 2           | −2          | Daemyung Sangmu (ALIH)        |
| 2           | Cho Hyung-gon     | D           | 23. Juni 1990 | −           | −           | −           | −           | −           | −           | Daemyung Sangmu (ALIH)        |
| 87          | Cho Min-ho        | F           | 4. Jan. 1987  | 4           | 1           | 0           | 1           | 0           | −4          | Anyang Halla (ALIH)           |
| 9           | Jeon Jung-woo     | F           | 27. Mai 1994  | 1           | 0           | 0           | 0           | 2           | ±0          | Daemyung Sangmu (ALIH)        |
| 11          | Kim Ki-sung       | F           | 14. Mai 1985  | 4           | 0           | 0           | 0           | 0           | −2          | Anyang Halla (ALIH)           |
| 19          | Kim Sang-wook     | F           | 21. Apr. 1988 | 4           | 0           | 1           | 1           | 2           | −3          | Anyang Halla (ALIH)           |
| 6           | Kim Won-jun       | D           | 4. Mai 1991   | 4           | 0           | 0           | 0           | 0           | −2          | Anyang Halla (ALIH)           |
| 8           | Kim Won-jung – A  | F           | 18. Dez. 1984 | 4           | 0           | 0           | 0           | 0           | −3          | Anyang Halla (ALIH)           |
| 61          | Lee Don-ku        | D           | 7. Feb. 1988  | 4           | 0           | 0           | 0           | 2           | −3          | Anyang Halla (ALIH)           |
| 13          | Lee Young-jun     | F           | 3. Jan. 1991  | 4           | 0           | 0           | 0           | 2           | −3          | Daemyung Killer Whales (ALIH) |
| 7           | Oh Hyon-ho        | D           | 29. Okt. 1986 | 4           | 0           | 0           | 0           | 2           | −2          | Daemyung Killer Whales (ALIH) |
| 63          | Park Jin-kyu      | F           | 18. Dez. 1991 | 4           | 0           | 0           | 0           | 0           | −2          | Daemyung Sangmu (ALIH)        |
| 36          | Park Woo-sang – C | F           | 30. Mai 1985  | 4           | 0           | 0           | 0           | 4           | −3          | Anyang Halla (ALIH)           |
| 44          | Alex Plante – A   | D           | 9. Mai 1989   | 4           | 0           | 0           | 0           | 2           | −4          | Anyang Halla (ALIH)           |
| 25          | Brock Radunske    | F           | 5. Apr. 1983  | 4           | 1           | 1           | 2           | 4           | −2          | Anyang Halla (ALIH)           |
| 23          | Eric Regan        | D           | 20. Mai 1988  | 4           | 0           | 1           | 1           | 0           | −3          | Anyang Halla (ALIH)           |
| 3           | Seo Yeong-jun     | D           | 8. März 1995  | 4           | 0           | 0           | 0           | 2           | −2          | Daemyung Killer Whales (ALIH) |
| 47          | Shin Sang-hoon    | F           | 1. Aug. 1993  | 4           | 0           | 1           | 1           | 0           | −3          | Daemyung Sangmu (ALIH)        |
| 96          | Shin Sang-woo     | F           | 12. Dez. 1987 | 4           | 0           | 0           | 0           | 0           | −3          | Anyang Halla (ALIH)           |
| 10          | Michael Swift     | F           | 26. März 1987 | 4           | 0           | 1           | 1           | 2           | −3          | High1 (ALIH)                  |
| 22          | Mike Testwuide    | F           | 5. Feb. 1987  | 4           | 0           | 0           | 0           | 0           | −3          | High1 (ALIH)                  |
| 5           | Bryan Young       | D           | 6. Aug. 1986  | 4           | 0           | 0           | 0           | 4           | −4          | Daemyung Killer Whales (ALIH) |

| Torhüter | Torhüter      | Torhüter     | Torhüter | Torhüter | Torhüter | Torhüter | Torhüter | Torhüter | Torhüter | Torhüter | Torhüter | Torhüter               |
| Nr.      | Name          | Geburtsdatum | Sp       | S        | N        | OTN      | Min      | GT       | SO       | Sv%      | GTS      | Team                   |
| -------- | ------------- | ------------ | -------- | -------- | -------- | -------- | -------- | -------- | -------- | -------- | -------- | ---------------------- |
| 1        | Matt Dalton   | 4. Juli 1986 | 4        | 0        | 4        | 0        | 222:03   | 15       | 0        | 90,07    | 4,05     | Anyang Halla (ALIH)    |
| 41       | Park Kye-hoon | 9. Feb. 1992 | −        | −        | −        | −        | −        | −        | −        | −        | −        | Daemyung Sangmu (ALIH) |
| 50       | Park Sung-je  | 3. Aug. 1988 | 1        | 0        | 0        | 0        | 14:43    | 3        | 0        | 57,14    | 12,23    | High1 (ALIH)           |

| Offizielle       | Offizielle                   | Offizielle   | Offizielle    |
| Funktion         | Nat.                         | Name         | Geburtsdatum  |
| ---------------- | ---------------------------- | ------------ | ------------- |
| Cheftrainer      | Korea Sud Kanada             | Jim Paek     | 7. Apr. 1967  |
| Assistenztrainer | Korea Sud                    | Kim Woo-jae  | 25. Nov. 1979 |
| Assistenztrainer | Korea Sud Vereinigte Staaten | Richard Park | 27. Mai 1976  |
| Assistenztrainer | Korea Sud                    | Son Ho-sung  | 23. Nov. 1982 |

### Tschechien
Cheftrainer Josef Jandač stellte das tschechische Aufgebot am 15. Januar 2018 vor.
| Feldspieler | Feldspieler     | Feldspieler | Feldspieler   | Feldspieler                                                                                 | Feldspieler                                                                                 | Feldspieler                                                                                 | Feldspieler                                                                                 | Feldspieler                                                                                 | Feldspieler                                                                                 | Feldspieler                            |
| Nr.         | Name            | Pos.        | Geburtsdatum  | Sp                                                                                          | T                                                                                           | V                                                                                           | Pkt                                                                                         | SM                                                                                          | +/−                                                                                         | Team                                   |
| ----------- | --------------- | ----------- | ------------- | ------------------------------------------------------------------------------------------- | ------------------------------------------------------------------------------------------- | ------------------------------------------------------------------------------------------- | ------------------------------------------------------------------------------------------- | ------------------------------------------------------------------------------------------- | ------------------------------------------------------------------------------------------- | -------------------------------------- |
| 16          | Michal Birner   | F           | 2. März 1986  | 6                                                                                           | 0                                                                                           | 3                                                                                           | 3                                                                                           | 0                                                                                           | +3                                                                                          | Fribourg-Gottéron (NL)                 |
| 10          | Roman Červenka  | F           | 10. Dez. 1985 | 6                                                                                           | 3                                                                                           | 1                                                                                           | 4                                                                                           | 4                                                                                           | +1                                                                                          | Fribourg-Gottéron (NL)                 |
| 91          | Martin Erat – C | F           | 29. Aug. 1981 | 6                                                                                           | 0                                                                                           | 1                                                                                           | 4                                                                                           | 4                                                                                           | −3                                                                                          | HC Kometa Brno (Tschech. Extraliga)    |
| –           | Milan Gulaš     | F           | 30. Dez. 1985 | verletzungsbedingte Absage am 11. Februar 2018; ersetzt durch Martin Růžička am 11. Februar | verletzungsbedingte Absage am 11. Februar 2018; ersetzt durch Martin Růžička am 11. Februar | verletzungsbedingte Absage am 11. Februar 2018; ersetzt durch Martin Růžička am 11. Februar | verletzungsbedingte Absage am 11. Februar 2018; ersetzt durch Martin Růžička am 11. Februar | verletzungsbedingte Absage am 11. Februar 2018; ersetzt durch Martin Růžička am 11. Februar | verletzungsbedingte Absage am 11. Februar 2018; ersetzt durch Martin Růžička am 11. Februar | HC Plzeň 1929 (Tschech. Extraliga)     |
| 51          | Roman Horák     | F           | 21. Mai 1991  | 6                                                                                           | 0                                                                                           | 4                                                                                           | 4                                                                                           | 0                                                                                           | −2                                                                                          | HK Witjas (KHL)                        |
| 47          | Michal Jordán   | D           | 17. Juli 1990 | 5                                                                                           | 1                                                                                           | 0                                                                                           | 1                                                                                           | 2                                                                                           | −1                                                                                          | Amur Chabarowsk (KHL)                  |
| 29          | Jan Kolář – A   | D           | 22. Nov. 1986 | 6                                                                                           | 1                                                                                           | 2                                                                                           | 3                                                                                           | 4                                                                                           | ±0                                                                                          | Amur Chabarowsk (KHL)                  |
| 42          | Petr Koukal     | F           | 16. Aug. 1982 | 6                                                                                           | 1                                                                                           | 0                                                                                           | 1                                                                                           | 2                                                                                           | −3                                                                                          | Mountfield HK (Tschech. Extraliga)     |
| 43          | Jan Kovář – A   | F           | 20. März 1990 | 6                                                                                           | 3                                                                                           | 2                                                                                           | 5                                                                                           | 2                                                                                           | +2                                                                                          | HK Metallurg Magnitogorsk (KHL)        |
| 18          | Dominik Kubalík | F           | 21. Aug. 1995 | 5                                                                                           | 2                                                                                           | 0                                                                                           | 2                                                                                           | 2                                                                                           | +1                                                                                          | HC Ambrì-Piotta (NL)                   |
| 84          | Tomáš Kundrátek | D           | 26. Dez. 1989 | 5                                                                                           | 1                                                                                           | 0                                                                                           | 1                                                                                           | 0                                                                                           | ±0                                                                                          | Torpedo Nischni Nowgorod (KHL)         |
| 86          | Tomáš Mertl     | F           | 11. März 1986 | 6                                                                                           | 0                                                                                           | 1                                                                                           | 1                                                                                           | 0                                                                                           | +1                                                                                          | HC Plzeň 1929 (Tschech. Extraliga)     |
| 65          | Vojtěch Mozík   | D           | 26. Dez. 1992 | 6                                                                                           | 0                                                                                           | 2                                                                                           | 2                                                                                           | 6                                                                                           | −1                                                                                          | HK Witjas (KHL)                        |
| 87          | Jakub Nakládal  | D           | 30. Dez. 1987 | 6                                                                                           | 0                                                                                           | 2                                                                                           | 2                                                                                           | 6                                                                                           | +1                                                                                          | Lokomotive Jaroslawl (KHL)             |
| 23          | Ondřej Němec    | D           | 18. Apr. 1984 | 6                                                                                           | 0                                                                                           | 0                                                                                           | 0                                                                                           | 2                                                                                           | −1                                                                                          | HC Kometa Brno (Tschech. Extraliga)    |
| 61          | Adam Polášek    | D           | 12. Juli 1991 | 6                                                                                           | 0                                                                                           | 0                                                                                           | 0                                                                                           | 2                                                                                           | +1                                                                                          | HK Sotschi (KHL)                       |
| 69          | Lukáš Radil     | F           | 5. Aug. 1990  | 6                                                                                           | 0                                                                                           | 0                                                                                           | 0                                                                                           | 4                                                                                           | −2                                                                                          | HK Spartak Moskau (KHL)                |
| 62          | Michal Řepík    | F           | 31. Dez. 1988 | 6                                                                                           | 3                                                                                           | 2                                                                                           | 5                                                                                           | 0                                                                                           | +2                                                                                          | HC Sparta Prag (Tschech. Extraliga)    |
| 27          | Martin Růžička  | F           | 15. Dez. 1985 | 6                                                                                           | 1                                                                                           | 1                                                                                           | 2                                                                                           | 2                                                                                           | ±0                                                                                          | HC Oceláři Třinec (Tschech. Extraliga) |
| 64          | Jiří Sekáč      | F           | 10. Juni 1992 | 5                                                                                           | 0                                                                                           | 1                                                                                           | 1                                                                                           | 2                                                                                           | −2                                                                                          | Ak Bars Kasan (KHL)                    |
| 74          | Ondřej Vitásek  | D           | 4. Sep. 1990  | 2                                                                                           | 0                                                                                           | 0                                                                                           | 0                                                                                           | 0                                                                                           | ±0                                                                                          | HK Jugra Chanty-Mansijsk (KHL)         |
| 82          | Michal Vondrka  | F           | 17. Mai 1982  | 2                                                                                           | 0                                                                                           | 0                                                                                           | 0                                                                                           | 0                                                                                           | ±0                                                                                          | Piráti Chomutov (Tschech. Extraliga)   |
| 79          | Tomáš Zohorna   | F           | 3. Jan. 1988  | 6                                                                                           | 0                                                                                           | 0                                                                                           | 0                                                                                           | 2                                                                                           | −3                                                                                          | Amur Chabarowsk (KHL)                  |

| Torhüter | Torhüter        | Torhüter      | Torhüter | Torhüter | Torhüter | Torhüter | Torhüter | Torhüter | Torhüter | Torhüter | Torhüter | Torhüter                                |
| Nr.      | Name            | Geburtsdatum  | Sp       | S        | N        | OTN      | Min      | GT       | SO       | Sv%      | GTS      | Team                                    |
| -------- | --------------- | ------------- | -------- | -------- | -------- | -------- | -------- | -------- | -------- | -------- | -------- | --------------------------------------- |
| 32       | Patrik Bartošák | 29. März 1993 | –        | –        | –        | –        | –        | –        | –        | –        | –        | HC Vítkovice Steel (Tschech. Extraliga) |
| 33       | Pavel Francouz  | 3. Juni 1990  | 6        | 4        | 2        | 0        | 370:32   | 14       | 0        | 90,48    | 2,27     | HK Traktor Tscheljabinsk (KHL)          |
| 38       | Dominik Furch   | 19. Apr. 1990 | –        | –        | –        | –        | –        | –        | –        | –        | –        | HK Awangard Omsk (KHL)                  |

| Offizielle       | Offizielle | Offizielle      | Offizielle    |
| Funktion         | Nat.       | Name            | Geburtsdatum  |
| ---------------- | ---------- | --------------- | ------------- |
| Cheftrainer      | Tschechien | Josef Jandač    | 12. Nov. 1968 |
| Assistenztrainer | Tschechien | Jiří Kalous     | 6. Dez. 1964  |
| Assistenztrainer | Tschechien | Václav Prospal  | 17. Feb. 1975 |
| Assistenztrainer | Tschechien | Jaroslav Špaček | 11. Feb. 1974 |
| General Manager  | Tschechien | Milan Hnilička  | 25. Juni 1973 |

## Gruppe B

### Olympische Athleten aus Russland
Das russische Aufgebot, das in Folge der wegen systematischen Dopings verhängten Sperre nur unter neutraler Flagge starten durfte, wurde am 25. Januar 2018 bekanntgegeben. Cheftrainer Oleg Snarok berücksichtigte dabei ausschließlich Akteure aus der heimischen Kontinentalen Hockey-Liga (KHL), wobei allerdings nur drei KHL-Teams vertreten waren. Über den 25-Mann-Kader hinaus standen bereits die Verteidiger Nikita Trjamkin (Awtomobilist Jekaterinburg) und Jegor Jakowlew (SKA Sankt Petersburg) sowie der Angreifer Wladimir Tkatschow (Ak Bars Kasan) als potentielle Nachrücker fest und trainierten mit dem Team. Jakowlew ersetzte in der Folge den verletzten Dinar Chafisullin.
| Feldspieler | Feldspieler          | Feldspieler | Feldspieler   | Feldspieler                                              | Feldspieler                                              | Feldspieler                                              | Feldspieler                                              | Feldspieler                                              | Feldspieler                                              | Feldspieler                     |
| Nr.         | Name                 | Pos.        | Geburtsdatum  | Sp                                                       | T                                                        | V                                                        | Pkt                                                      | SM                                                       | +/−                                                      | Team                            |
| ----------- | -------------------- | ----------- | ------------- | -------------------------------------------------------- | -------------------------------------------------------- | -------------------------------------------------------- | -------------------------------------------------------- | -------------------------------------------------------- | -------------------------------------------------------- | ------------------------------- |
| 11          | Sergei Andronow – A  | F           | 19. Juli 1989 | 6                                                        | 0                                                        | 4                                                        | 4                                                        | 4                                                        | +3                                                       | HK ZSKA Moskau (KHL)            |
| 94          | Alexander Barabanow  | F           | 17. Juni 1994 | 6                                                        | 1                                                        | 1                                                        | 2                                                        | 2                                                        | +2                                                       | SKA Sankt Petersburg (KHL)      |
| –           | Dinar Chafisullin    | D           | 5. Jan. 1989  | verletzungsbedingte Absage; ersetzt durch Jegor Jakowlew | verletzungsbedingte Absage; ersetzt durch Jegor Jakowlew | verletzungsbedingte Absage; ersetzt durch Jegor Jakowlew | verletzungsbedingte Absage; ersetzt durch Jegor Jakowlew | verletzungsbedingte Absage; ersetzt durch Jegor Jakowlew | verletzungsbedingte Absage; ersetzt durch Jegor Jakowlew | SKA Sankt Petersburg (KHL)      |
| 13          | Pawel Dazjuk – C     | F           | 20. Juli 1978 | 6                                                        | 0                                                        | 6                                                        | 6                                                        | 0                                                        | +8                                                       | SKA Sankt Petersburg (KHL)      |
| 4           | Wladislaw Gawrikow   | D           | 21. Nov. 1995 | 6                                                        | 2                                                        | 1                                                        | 3                                                        | 6                                                        | +6                                                       | SKA Sankt Petersburg (KHL)      |
| 25          | Michail Grigorenko   | F           | 16. Mai 1994  | 6                                                        | 3                                                        | 1                                                        | 4                                                        | 0                                                        | +1                                                       | HK ZSKA Moskau (KHL)            |
| 97          | Nikita Gussew        | F           | 8. Juli 1992  | 6                                                        | 4                                                        | 8                                                        | 12                                                       | 4                                                        | +7                                                       | SKA Sankt Petersburg (KHL)      |
| 44          | Jegor Jakowlew       | D           | 17. Sep. 1991 | 5                                                        | 0                                                        | 1                                                        | 1                                                        | 0                                                        | +2                                                       | SKA Sankt Petersburg (KHL)      |
| 29          | Ilja Kablukow        | F           | 18. Jan. 1988 | 5                                                        | 1                                                        | 2                                                        | 3                                                        | 2                                                        | +3                                                       | SKA Sankt Petersburg (KHL)      |
| 21          | Sergei Kalinin       | F           | 17. März 1991 | 6                                                        | 1                                                        | 2                                                        | 3                                                        | 8                                                        | +2                                                       | SKA Sankt Petersburg (KHL)      |
| 77          | Kirill Kaprisow      | F           | 26. Apr. 1997 | 6                                                        | 5                                                        | 4                                                        | 9                                                        | 2                                                        | +7                                                       | HK ZSKA Moskau (KHL)            |
| 55          | Bogdan Kisselewitsch | D           | 14. Feb. 1990 | 6                                                        | 0                                                        | 2                                                        | 2                                                        | 2                                                        | +1                                                       | HK ZSKA Moskau (KHL)            |
| 71          | Ilja Kowaltschuk – A | F           | 15. Apr. 1983 | 6                                                        | 5                                                        | 2                                                        | 7                                                        | 4                                                        | +5                                                       | SKA Sankt Petersburg (KHL)      |
| 53          | Alexei Martschenko   | D           | 2. Jan. 1992  | 1                                                        | 0                                                        | 0                                                        | 0                                                        | 2                                                        | −2                                                       | HK ZSKA Moskau (KHL)            |
| 10          | Sergei Mosjakin      | F           | 30. März 1981 | 6                                                        | 1                                                        | 3                                                        | 4                                                        | 0                                                        | ±0                                                       | HK Metallurg Magnitogorsk (KHL) |
| 89          | Nikita Nesterow      | D           | 28. März 1993 | 6                                                        | 1                                                        | 0                                                        | 1                                                        | 2                                                        | +1                                                       | HK ZSKA Moskau (KHL)            |
| 74          | Nikolai Prochorkin   | F           | 17. Sep. 1993 | 6                                                        | 2                                                        | 0                                                        | 2                                                        | 2                                                        | −1                                                       | SKA Sankt Petersburg (KHL)      |
| 87          | Wadim Schipatschow   | F           | 12. März 1987 | 1                                                        | 0                                                        | 0                                                        | 0                                                        | 0                                                        | ±0                                                       | SKA Sankt Petersburg (KHL)      |
| 52          | Sergei Schirokow     | F           | 10. März 1986 | 6                                                        | 0                                                        | 2                                                        | 2                                                        | 2                                                        | ±0                                                       | SKA Sankt Petersburg (KHL)      |
| 2           | Artjom Sub           | D           | 3. Okt. 1995  | 6                                                        | 0                                                        | 4                                                        | 4                                                        | 0                                                        | +3                                                       | SKA Sankt Petersburg (KHL)      |
| 28          | Andrei Subarew       | D           | 3. März 1987  | 6                                                        | 0                                                        | 1                                                        | 1                                                        | 0                                                        | +5                                                       | SKA Sankt Petersburg (KHL)      |
| 7           | Iwan Telegin         | F           | 28. Feb. 1992 | 6                                                        | 1                                                        | 2                                                        | 3                                                        | 4                                                        | +1                                                       | HK ZSKA Moskau (KHL)            |
| 26          | Wjatscheslaw Woinow  | D           | 15. Jan. 1990 | 6                                                        | 2                                                        | 4                                                        | 6                                                        | 4                                                        | +9                                                       | SKA Sankt Petersburg (KHL)      |

| Torhüter | Torhüter              | Torhüter      | Torhüter | Torhüter | Torhüter | Torhüter | Torhüter | Torhüter | Torhüter | Torhüter | Torhüter | Torhüter                        |
| Nr.      | Name                  | Geburtsdatum  | Sp       | S        | N        | OTN      | Min      | GT       | SO       | Sv%      | GTS      | Team                            |
| -------- | --------------------- | ------------- | -------- | -------- | -------- | -------- | -------- | -------- | -------- | -------- | -------- | ------------------------------- |
| 83       | Wassili Koschetschkin | 27. März 1983 | 6        | 5        | 1        | 0        | 348:08   | 8        | 2        | 93,65    | 1,38     | HK Metallurg Magnitogorsk (KHL) |
| 30       | Igor Schestjorkin     | 30. Dez. 1995 | –        | –        | –        | –        | –        | –        | –        | –        | –        | SKA Sankt Petersburg (KHL)      |
| 31       | Ilja Sorokin          | 4. Aug. 1995  | 1        | 0        | 0        | 0        | 20:00    | 1        | 0        | 85,71    | 3,00     | HK ZSKA Moskau (KHL)            |

| Offizielle       | Offizielle           | Offizielle      | Offizielle    |
| Funktion         | Nat.                 | Name            | Geburtsdatum  |
| ---------------- | -------------------- | --------------- | ------------- |
| Cheftrainer      | Lettland Deutschland | Oleg Snarok     | 2. Jan. 1963  |
| Assistenztrainer | Russland             | Raschit Dawydow | 14. Juni 1969 |
| Assistenztrainer | Kasachstan Russland  | Igor Nikitin    | 23. März 1973 |
| Assistenztrainer | Russland             | Alexei Schamnow | 1. Okt. 1970  |
| Assistenztrainer | Lettland             | Harijs Vītoliņš | 30. Apr. 1968 |

### Slowakei
Cheftrainer Craig Ramsay gab das slowakische Aufgebot am 17. Januar 2018 bekannt.
| Feldspieler | Feldspieler        | Feldspieler | Feldspieler   | Feldspieler | Feldspieler | Feldspieler | Feldspieler | Feldspieler | Feldspieler | Feldspieler                                  |
| Nr.         | Name               | Pos.        | Geburtsdatum  | Sp          | T           | V           | Pkt         | SM          | +/−         | Team                                         |
| ----------- | ------------------ | ----------- | ------------- | ----------- | ----------- | ----------- | ----------- | ----------- | ----------- | -------------------------------------------- |
| 83          | Martin Bakoš       | F           | 18. Apr. 1990 | 4           | 1           | 1           | 2           | 0           | +2          | Bílí Tygři Liberec (Tschech. Extraliga)      |
| 7           | Ivan Baranka       | D           | 19. Mai 1985  | 4           | 0           | 0           | 0           | 2           | −2          | HC Vítkovice Steel (Tschech. Extraliga)      |
| 17          | Miloš Bubela       | F           | 25. Aug. 1992 | 4           | 1           | 0           | 1           | 6           | +1          | HC 05 Banská Bystrica (Slowak. Extraliga)    |
| 56          | Michal Čajkovský   | D           | 6. Mai 1992   | 4           | 0           | 1           | 1           | 31          | +2          | Awtomobilist Jekaterinburg (KHL)             |
| 14          | Peter Čerešňák     | D           | 26. Jan. 1993 | 4           | 2           | 2           | 4           | 2           | ±0          | HC Plzeň 1929 (Tschech. Extraliga)           |
| 6           | Lukáš Cingeľ       | F           | 10. Juni 1992 | 4           | 0           | 0           | 0           | 2           | −1          | Mountfield HK (Tschech. Extraliga)           |
| 71          | Marek Ďaloga       | D           | 10. März 1989 | 4           | 0           | 0           | 0           | 2           | ±0          | HC Sparta Prag (Tschech. Extraliga)          |
| 51          | Dominik Graňák – A | D           | 11. Juni 1983 | 4           | 0           | 4           | 4           | 0           | ±0          | Mountfield HK (Tschech. Extraliga)           |
| 87          | Marcel Haščák      | F           | 3. Feb. 1987  | 4           | 1           | 1           | 2           | 2           | +1          | HC Kometa Brno (Tschech. Extraliga)          |
| 25          | Marek Hovorka      | F           | 8. Okt. 1984  | 4           | 0           | 0           | 0           | 4           | −2          | HC Košice (Slowak. Extraliga)                |
| 13          | Michal Krištof     | F           | 11. Okt. 1993 | 4           | 0           | 0           | 0           | 0           | ±0          | HK Nitra (Slowak. Extraliga)                 |
| 18          | Andrej Kudrna      | F           | 11. Mai 1991  | 4           | 1           | 0           | 1           | 0           | +1          | HC Sparta Prag (Tschech. Extraliga)          |
| 63          | Patrik Lamper      | F           | 10. März 1993 | 4           | 0           | 0           | 0           | 0           | −1          | HC Slovan Bratislava (KHL)                   |
| 65          | Tomáš Marcinko     | F           | 11. Apr. 1988 | 4           | 0           | 0           | 0           | 2           | −1          | HC Oceláři Třinec (Tschech. Extraliga)       |
| 26          | Juraj Mikuš        | D           | 30. Nov. 1988 | 1           | 0           | 0           | 0           | 0           | −1          | HC Sparta Prag (Tschech. Extraliga)          |
| 27          | Ladislav Nagy – A  | F           | 1. Juni 1979  | 4           | 0           | 1           | 1           | 2           | −1          | HC Košice (Slowak. Extraliga)                |
| 85          | Peter Ölvecký      | F           | 11. Okt. 1985 | 4           | 1           | 0           | 1           | 0           | ±0          | HK Dukla Trenčín (Slowak. Extraliga)         |
| 67          | Matej Paulovič     | F           | 13. Jan. 1995 | 3           | 0           | 0           | 0           | 0           | +1          | HK Nitra (Slowak. Extraliga)                 |
| 19          | Tomáš Starosta     | D           | 20. Mai 1981  | 4           | 0           | 0           | 0           | 4           | −1          | HK Dukla Trenčín (Slowak. Extraliga)         |
| 91          | Matúš Sukeľ        | F           | 23. Jan. 1996 | 1           | 0           | 0           | 0           | 0           | −1          | MHk 32 Liptovský Mikuláš (Slowak. Extraliga) |
| 43          | Tomáš Surový – C   | F           | 24. Sep. 1981 | 4           | 0           | 1           | 1           | 0           | −2          | HC 05 Banská Bystrica (Slowak. Extraliga)    |
| 16          | Juraj Valach       | D           | 1. Feb. 1989  | 3           | 0           | 0           | 0           | 2           | ±0          | Piráti Chomutov (Tschech. Extraliga)         |

| Torhüter | Torhüter         | Torhüter      | Torhüter | Torhüter | Torhüter | Torhüter | Torhüter | Torhüter | Torhüter | Torhüter | Torhüter | Torhüter                            |
| Nr.      | Name             | Geburtsdatum  | Sp       | S        | N        | OTN      | Min      | GT       | SO       | Sv%      | GTS      | Team                                |
| -------- | ---------------- | ------------- | -------- | -------- | -------- | -------- | -------- | -------- | -------- | -------- | -------- | ----------------------------------- |
| 42       | Branislav Konrád | 10. Okt. 1987 | 2        | 1        | 0        | 1        | 125:00   | 5        | 0        | 90,38    | 2,40     | HC Olomouc (Tschech. Extraliga)     |
| 50       | Ján Laco         | 1. Dez. 1981  | 2        | 0        | 2        | 0        | 119:22   | 7        | 0        | 89,06    | 3,52     | HC Sparta Prag (Tschech. Extraliga) |
| 33       | Patrik Rybár     | 9. Nov. 1993  | –        | –        | –        | –        | –        | –        | –        | –        | –        | Mountfield HK (Tschech. Extraliga)  |

| Offizielle       | Offizielle | Offizielle       | Offizielle    |
| Funktion         | Nat.       | Name             | Geburtsdatum  |
| ---------------- | ---------- | ---------------- | ------------- |
| Cheftrainer      | Kanada     | Craig Ramsay     | 17. März 1951 |
| Assistenztrainer | Slowakei   | Ján Lašák        | 10. Apr. 1979 |
| Assistenztrainer | Slowakei   | Vladimír Országh | 24. Mai 1977  |
| General Manager  | Slowakei   | Miroslav Šatan   | 22. Okt. 1974 |

### Slowenien
Slowenien verkündete sein olympisches Aufgebot, das unter der Leitung von Cheftrainer Kari Savolainen stand, am 19. Januar 2018.
| Feldspieler | Feldspieler         | Feldspieler | Feldspieler   | Feldspieler | Feldspieler | Feldspieler | Feldspieler | Feldspieler | Feldspieler | Feldspieler                                 |
| Nr.         | Name                | Pos.        | Geburtsdatum  | Sp          | T           | V           | Pkt         | SM          | +/−         | Team                                        |
| ----------- | ------------------- | ----------- | ------------- | ----------- | ----------- | ----------- | ----------- | ----------- | ----------- | ------------------------------------------- |
| 71          | Boštjan Goličič     | F           | 12. Juni 1989 | 4           | 0           | 0           | 0           | 0           | ±0          | Grenoble Métropole Hockey 38 (Ligue Magnus) |
| 15          | Blaž Gregorc        | D           | 18. Jan. 1990 | 4           | 1           | 3           | 4           | 0           | −1          | Mountfield HK (Tschech. Extraliga)          |
| 84          | Andrej Hebar        | F           | 7. Sep. 1984  | 2           | 0           | 0           | 0           | 2           | ±0          | HK Olimpija (Alps Hockey League)            |
| 8           | Žiga Jeglič         | F           | 24. Feb. 1988 | 3           | 1           | 0           | 1           | 4           | −5          | Neftechimik Nischnekamsk (KHL)              |
| 86          | Sabahudin Kovačevič | D           | 26. Feb. 1986 | 4           | 0           | 0           | 0           | 0           | ±0          | HC Energie Karlovy Vary (tschech. 1. Liga)  |
| 28          | Aleš Kranjc         | D           | 29. Juli 1981 | 3           | 0           | 0           | 0           | 0           | −2          | ETC Crimmitschau (DEL2)                     |
| 92          | Anže Kuralt         | F           | 31. Okt. 1991 | 4           | 1           | 2           | 3           | 2           | +2          | HC Amiens Somme (Ligue Magnus)              |
| 39          | Jan Muršak – C      | F           | 20. Jan. 1988 | 4           | 3           | 3           | 6           | 0           | −1          | Frölunda HC (SHL)                           |
| 16          | Aleš Mušič          | F           | 28. Juni 1982 | 4           | 0           | 0           | 0           | 0           | −1          | Alba Volán Székesfehérvár (EBEL)            |
| 18          | Ken Ograjenšek      | F           | 30. Aug. 1991 | 4           | 0           | 0           | 0           | 0           | −2          | EC Graz 99ers (EBEL)                        |
| 19          | Žiga Pance          | F           | 1. Jan. 1989  | 4           | 1           | 0           | 1           | 2           | ±0          | Dornbirner EC (EBEL)                        |
| 17          | Žiga Pavlin         | D           | 30. Apr. 1985 | 1           | 0           | 0           | 0           | 0           | ±0          | HC České Budějovice (tschech. 1. Liga)      |
| 14          | Matic Podlipnik     | D           | 9. Aug. 1992  | 4           | 0           | 0           | 0           | 0           | −2          | HC Energie Karlovy Vary (tschech. 1. Liga)  |
| 61          | Jurij Repe          | D           | 17. Sep. 1994 | 4           | 0           | 0           | 0           | 2           | −2          | HC Kladno (tschech. 1. Liga)                |
| 51          | Mitja Robar – A     | D           | 4. Jan. 1983  | 4           | 0           | 0           | 0           | 0           | −3          | Klagenfurter AC (EBEL)                      |
| 12          | David Rodman        | F           | 10. Sep. 1983 | 3           | 0           | 0           | 0           | 0           | ±0          | Grenoble Métropole Hockey 38 (Ligue Magnus) |
| 22          | Marcel Rodman       | F           | 25. Sep. 1981 | 4           | 0           | 0           | 0           | 2           | ±0          | EC Bad Tölz (DEL2)                          |
| 55          | Robert Sabolič      | F           | 18. Sep. 1988 | 4           | 0           | 0           | 0           | 0           | −3          | Torpedo Nischni Nowgorod (KHL)              |
| 24          | Rok Tičar – A       | F           | 3. Mai 1989   | 4           | 0           | 1           | 1           | 2           | −2          | HK Sibir Nowosibirsk (KHL)                  |
| 26          | Jan Urbas           | F           | 26. Jan. 1989 | 4           | 2           | 1           | 3           | 0           | −3          | Fischtown Pinguins Bremerhaven (DEL)        |
| 91          | Miha Verlič         | F           | 21. Aug. 1991 | 4           | 0           | 2           | 2           | 0           | −2          | EC VSV (EBEL)                               |
| 23          | Luka Vidmar         | D           | 17. Mai 1986  | 4           | 0           | 1           | 1           | 4           | −4          | Alba Volán Székesfehérvár (EBEL)            |

| Torhüter | Torhüter        | Torhüter      | Torhüter | Torhüter | Torhüter | Torhüter | Torhüter | Torhüter | Torhüter | Torhüter | Torhüter | Torhüter                             |
| Nr.      | Name            | Geburtsdatum  | Sp       | S        | N        | OTN      | Min      | GT       | SO       | Sv%      | GTS      | Team                                 |
| -------- | --------------- | ------------- | -------- | -------- | -------- | -------- | -------- | -------- | -------- | -------- | -------- | ------------------------------------ |
| 40       | Luka Gračnar    | 31. Okt. 1993 | 1        | 0        | 1        | 0        | 60       | 8        | 0        | 76,47    | 8,00     | EC Red Bull Salzburg (EBEL)          |
| 32       | Gašper Krošelj  | 9. Feb. 1987  | 3        | 2        | 0        | 1        | 189      | 6        | 0        | 93,10    | 1,91     | Rødovre Mighty Bulls (Metal Ligaen)  |
| 69       | Matija Pintarič | 11. Aug. 1989 | –        | –        | –        | –        | –        | –        | –        | –        | –        | Rouen Hockey Élite 76 (Ligue Magnus) |

| Offizielle       | Offizielle | Offizielle      | Offizielle    |
| Funktion         | Nat.       | Name            | Geburtsdatum  |
| ---------------- | ---------- | --------------- | ------------- |
| Cheftrainer      | Finnland   | Kari Savolainen | 19. Juni 1955 |
| Assistenztrainer | Slowenien  | Edo Terglav     | 24. Jan. 1980 |
| Assistenztrainer | Slowenien  | Nik Zupančič    | 3. Okt. 1968  |

### Vereinigte Staaten
Der olympische Kader der USA wurde am 1. Januar 2018 im Rahmen des NHL Winter Classic 2018 bekanntgegeben. Cheftrainer Tony Granato berief unter anderem 15 Spieler mit NHL-Erfahrung sowie vier Akteure aus dem College-Bereich. Für die Position des General Managers war ursprünglich Jim Johannson vorgesehen, der jedoch am 21. Januar 2018 unerwartet verstarb.
| Feldspieler | Feldspieler       | Feldspieler | Feldspieler   | Feldspieler | Feldspieler | Feldspieler | Feldspieler | Feldspieler | Feldspieler | Feldspieler                       |
| Nr.         | Name              | Pos.        | Geburtsdatum  | Sp          | T           | V           | Pkt         | SM          | +/−         | Team                              |
| ----------- | ----------------- | ----------- | ------------- | ----------- | ----------- | ----------- | ----------- | ----------- | ----------- | --------------------------------- |
| 26          | Mark Arcobello    | F           | 12. Aug. 1988 | 5           | 1           | 1           | 2           | 2           | ±0          | SC Bern (NL)                      |
| 4           | Chad Billins      | D           | 26. Mai 1989  | 5           | 0           | 0           | 0           | 0           | ±0          | Linköping HC (SHL)                |
| 24          | Jonathon Blum     | D           | 30. Jan. 1989 | 5           | 0           | 0           | 0           | 0           | ±0          | HK Sotschi (KHL)                  |
| 20          | Will Borgen       | D           | 19. Dez. 1996 | –           | –           | –           | –           | –           | –           | St. Cloud State University (NCAA) |
| 17          | Chris Bourque     | F           | 29. Jan. 1986 | 5           | 0           | 2           | 2           | 2           | −2          | Hershey Bears (AHL)               |
| 15          | Bobby Butler      | F           | 26. Apr. 1987 | 5           | 0           | 0           | 0           | 0           | −1          | Milwaukee Admirals (AHL)          |
| 16          | Ryan Donato       | F           | 9. Apr. 1996  | 5           | 5           | 1           | 6           | 2           | −1          | Harvard University (NCAA)         |
| 97          | Matt Gilroy – A   | D           | 30. Juli 1984 | 5           | 0           | 1           | 1           | 2           | −3          | Jokerit (KHL)                     |
| 12          | Brian Gionta – C  | F           | 18. Jan. 1979 | 5           | 0           | 0           | 0           | 4           | −4          | USA Hockey                        |
| 18          | Jordan Greenway   | F           | 16. Feb. 1997 | 5           | 1           | 0           | 1           | 10          | −2          | Boston University (NCAA)          |
| 13          | Ryan Gunderson    | D           | 16. Aug. 1985 | 5           | 0           | 0           | 0           | 0           | ±0          | Brynäs IF (SHL)                   |
| 42          | Chad Kolarik      | F           | 26. Jan. 1986 | 2           | 0           | 0           | 0           | 0           | −1          | Adler Mannheim (DEL)              |
| 14          | Broc Little       | F           | 24. März 1988 | 5           | 0           | 1           | 1           | 0           | +2          | HC Davos (NL)                     |
| 7           | John McCarthy     | F           | 9. Aug. 1986  | 5           | 0           | 0           | 0           | 2           | −4          | San Jose Barracuda (AHL)          |
| 9           | Brian O’Neill     | F           | 1. Juni 1988  | 5           | 1           | 3           | 4           | 0           | +3          | Jokerit (KHL)                     |
| 11          | Garrett Roe       | F           | 22. Feb. 1988 | 5           | 1           | 1           | 2           | 0           | ±0          | EV Zug (NL)                       |
| 22          | Bobby Sanguinetti | D           | 29. Feb. 1988 | 5           | 0           | 1           | 1           | 2           | +1          | HC Lugano (NL)                    |
| 19          | Jim Slater        | F           | 9. Dez. 1982  | 3           | 1           | 0           | 1           | 0           | +1          | Fribourg-Gottéron (NL)            |
| 94          | Ryan Stoa         | F           | 13. Apr. 1987 | 5           | 0           | 0           | 0           | 0           | −1          | HK Spartak Moskau (KHL)           |
| 23          | Troy Terry        | F           | 10. Sep. 1997 | 5           | 0           | 5           | 5           | 4           | +2          | University of Denver (NCAA)       |
| 5           | Noah Welch – A    | D           | 26. Aug. 1982 | 5           | 0           | 0           | 0           | 4           | −2          | Växjö Lakers (SHL)                |
| 21          | James Wisniewski  | D           | 21. Feb. 1984 | 5           | 1           | 1           | 2           | 2           | ±0          | Kassel Huskies (DEL2)             |

| Torhüter | Torhüter        | Torhüter      | Torhüter | Torhüter | Torhüter | Torhüter | Torhüter | Torhüter | Torhüter | Torhüter | Torhüter | Torhüter                               |
| Nr.      | Name            | Geburtsdatum  | Sp       | S        | N        | OTN      | Min      | GT       | SO       | Sv%      | GTS      | Team                                   |
| -------- | --------------- | ------------- | -------- | -------- | -------- | -------- | -------- | -------- | -------- | -------- | -------- | -------------------------------------- |
| 33       | David Leggio    | 31. Juli 1984 | –        | –        | –        | –        | –        | –        | –        | –        | –        | EHC Red Bull München (DEL)             |
| 31       | Brandon Maxwell | 22. März 1991 | –        | –        | –        | –        | –        | –        | –        | –        | –        | BK Mladá Boleslav (Tschech. Extraliga) |
| 30       | Ryan Zapolski   | 11. Nov. 1986 | 5        | 2        | 1        | 2        | 310:38   | 12       | 0        | 90,40    | 2,32     | Jokerit (KHL)                          |

| Offizielle       | Offizielle         | Offizielle    | Offizielle    |
| Funktion         | Nat.               | Name          | Geburtsdatum  |
| ---------------- | ------------------ | ------------- | ------------- |
| Cheftrainer      | Vereinigte Staaten | Tony Granato  | 25. Juli 1964 |
| Assistenztrainer | Vereinigte Staaten | Keith Allain  | 26. Sep. 1958 |
| Assistenztrainer | Vereinigte Staaten | Chris Chelios | 25. Jan. 1962 |
| Assistenztrainer | Vereinigte Staaten | Scott Young   | 1. Okt. 1967  |

## Gruppe C

### Deutschland
Der endgültige deutsche Kader wurde am 23. Januar 2018 bekanntgegeben, wobei Bundestrainer Marco Sturm fünf Spieler aus einem vorläufigen 30-Mann-Kader strich, während alle Olympiateilnehmer in der Deutschen Eishockey Liga (DEL) aktiv waren. Auf Abruf bereit stehen bzw. standen die nicht berücksichtigten Konrad Abeltshauser (EHC Red Bull München), Sinan Akdağ (Adler Mannheim), Justin Krueger (SC Bern), Stefan Loibl (Straubing Tigers) und Mathias Niederberger (Düsseldorfer EG). Akdağ wurde bereits wenige Tage später für den verletzten Denis Reul nachnominiert.
Tobias Abstreiter, nomineller Co-Trainer der deutschen Auswahl, erhielt für die Olympischen Spiele keine Freigabe von seinem Verein, der Düsseldorfer EG. Da dies nach der Nominierungsfrist für Offizielle bekannt wurde, übernahm Christian Künast diese Rolle, parallel zu seiner Funktion als Videoanalyst.
| Feldspieler | Feldspieler           | Feldspieler | Feldspieler   | Feldspieler                                                                                 | Feldspieler                                                                                 | Feldspieler                                                                                 | Feldspieler                                                                                 | Feldspieler                                                                                 | Feldspieler                                                                                 | Feldspieler                |
| Nr.         | Name                  | Pos.        | Geburtsdatum  | Sp                                                                                          | T                                                                                           | V                                                                                           | Pkt                                                                                         | SM                                                                                          | +/−                                                                                         | Team                       |
| ----------- | --------------------- | ----------- | ------------- | ------------------------------------------------------------------------------------------- | ------------------------------------------------------------------------------------------- | ------------------------------------------------------------------------------------------- | ------------------------------------------------------------------------------------------- | ------------------------------------------------------------------------------------------- | ------------------------------------------------------------------------------------------- | -------------------------- |
| 82          | Sinan Akdağ           | D           | 5. Nov. 1989  | 2                                                                                           | 0                                                                                           | 0                                                                                           | 0                                                                                           | 0                                                                                           | −1                                                                                          | Adler Mannheim (DEL)       |
| 7           | Daryl Boyle           | D           | 24. Feb. 1987 | 7                                                                                           | 0                                                                                           | 1                                                                                           | 1                                                                                           | 2                                                                                           | −4                                                                                          | EHC Red Bull München (DEL) |
| 42          | Yasin Ehliz           | F           | 30. Dez. 1992 | 7                                                                                           | 0                                                                                           | 3                                                                                           | 3                                                                                           | 6                                                                                           | ±0                                                                                          | Nürnberg Ice Tigers (DEL)  |
| 10          | Christian Ehrhoff – A | D           | 6. Juli 1982  | 7                                                                                           | 1                                                                                           | 1                                                                                           | 2                                                                                           | 10                                                                                          | −2                                                                                          | Kölner Haie (DEL)          |
| 43          | Gerrit Fauser         | F           | 13. Juli 1989 | 7                                                                                           | 0                                                                                           | 0                                                                                           | 0                                                                                           | 0                                                                                           | ±0                                                                                          | Grizzlys Wolfsburg (DEL)   |
| 57          | Marcel Goc – C        | F           | 24. Aug. 1983 | 7                                                                                           | 0                                                                                           | 1                                                                                           | 1                                                                                           | 0                                                                                           | +1                                                                                          | Adler Mannheim (DEL)       |
| 50          | Patrick Hager – A     | F           | 8. Sep. 1988  | 7                                                                                           | 3                                                                                           | 4                                                                                           | 7                                                                                           | 4                                                                                           | −3                                                                                          | EHC Red Bull München (DEL) |
| 48          | Frank Hördler         | D           | 26. Jan. 1985 | 7                                                                                           | 1                                                                                           | 2                                                                                           | 3                                                                                           | 4                                                                                           | +2                                                                                          | Eisbären Berlin (DEL)      |
| 72          | Dominik Kahun         | F           | 2. Juli 1995  | 7                                                                                           | 2                                                                                           | 3                                                                                           | 5                                                                                           | 2                                                                                           | ±0                                                                                          | EHC Red Bull München (DEL) |
| 17          | Marcus Kink – A       | F           | 13. Jan. 1985 | 7                                                                                           | 0                                                                                           | 1                                                                                           | 1                                                                                           | 0                                                                                           | ±0                                                                                          | Adler Mannheim (DEL)       |
| 40          | Björn Krupp           | D           | 6. März 1991  | 7                                                                                           | 0                                                                                           | 0                                                                                           | 0                                                                                           | 0                                                                                           | −2                                                                                          | Grizzlys Wolfsburg (DEL)   |
| 12          | Brooks Macek          | F           | 15. Mai 1992  | 7                                                                                           | 2                                                                                           | 2                                                                                           | 4                                                                                           | 2                                                                                           | −4                                                                                          | EHC Red Bull München (DEL) |
| 28          | Frank Mauer           | F           | 12. Apr. 1988 | 6                                                                                           | 1                                                                                           | 3                                                                                           | 4                                                                                           | 2                                                                                           | +3                                                                                          | EHC Red Bull München (DEL) |
| 41          | Jonas Müller          | D           | 19. Nov. 1995 | 5                                                                                           | 1                                                                                           | 0                                                                                           | 1                                                                                           | 2                                                                                           | +2                                                                                          | Eisbären Berlin (DEL)      |
| 91          | Moritz Müller         | D           | 19. Nov. 1986 | 7                                                                                           | 0                                                                                           | 0                                                                                           | 0                                                                                           | 0                                                                                           | +2                                                                                          | Kölner Haie (DEL)          |
| 92          | Marcel Noebels        | F           | 14. März 1992 | 7                                                                                           | 1                                                                                           | 0                                                                                           | 1                                                                                           | 2                                                                                           | +2                                                                                          | Eisbären Berlin (DEL)      |
| 83          | Leonhard Pföderl      | F           | 1. Sep. 1993  | 3                                                                                           | 1                                                                                           | 0                                                                                           | 1                                                                                           | 0                                                                                           | −1                                                                                          | Nürnberg Ice Tigers (DEL)  |
| 22          | Matthias Plachta      | F           | 16. Mai 1991  | 7                                                                                           | 1                                                                                           | 1                                                                                           | 2                                                                                           | 4                                                                                           | ±0                                                                                          | Adler Mannheim (DEL)       |
| 37          | Patrick Reimer        | F           | 10. Dez. 1982 | 5                                                                                           | 1                                                                                           | 0                                                                                           | 1                                                                                           | 4                                                                                           | ±0                                                                                          | Nürnberg Ice Tigers (DEL)  |
| –           | Denis Reul            | D           | 29. Juni 1989 | verletzungsbedingte Absage am 29. Januar 2018; ersetzt durch Sinan Akdağ am 29. Januar 2018 | verletzungsbedingte Absage am 29. Januar 2018; ersetzt durch Sinan Akdağ am 29. Januar 2018 | verletzungsbedingte Absage am 29. Januar 2018; ersetzt durch Sinan Akdağ am 29. Januar 2018 | verletzungsbedingte Absage am 29. Januar 2018; ersetzt durch Sinan Akdağ am 29. Januar 2018 | verletzungsbedingte Absage am 29. Januar 2018; ersetzt durch Sinan Akdağ am 29. Januar 2018 | verletzungsbedingte Absage am 29. Januar 2018; ersetzt durch Sinan Akdağ am 29. Januar 2018 | Adler Mannheim (DEL)       |
| 55          | Felix Schütz          | F           | 3. Nov. 1987  | 7                                                                                           | 1                                                                                           | 2                                                                                           | 3                                                                                           | 10                                                                                          | −3                                                                                          | Kölner Haie (DEL)          |
| 36          | Yannic Seidenberg     | D           | 11. Jan. 1984 | 7                                                                                           | 1                                                                                           | 0                                                                                           | 1                                                                                           | 4                                                                                           | +1                                                                                          | EHC Red Bull München (DEL) |
| 89          | David Wolf            | F           | 15. Sep. 1989 | 7                                                                                           | 0                                                                                           | 2                                                                                           | 2                                                                                           | 2                                                                                           | ±0                                                                                          | Adler Mannheim (DEL)       |

| Torhüter | Torhüter             | Torhüter      | Torhüter | Torhüter | Torhüter | Torhüter | Torhüter | Torhüter | Torhüter | Torhüter | Torhüter | Torhüter                   |
| Nr.      | Name                 | Geburtsdatum  | Sp       | S        | N        | OTN      | Min      | GT       | SO       | Sv%      | GTS      | Team                       |
| -------- | -------------------- | ------------- | -------- | -------- | -------- | -------- | -------- | -------- | -------- | -------- | -------- | -------------------------- |
| 33       | Danny aus den Birken | 15. Feb. 1985 | 6        | 4        | 1        | 1        | 376:36   | 17       | 0        | 89,70    | 2,71     | EHC Red Bull München (DEL) |
| 44       | Dennis Endras        | 14. Juli 1985 | –        | –        | –        | –        | –        | –        | –        | –        | –        | Adler Mannheim (DEL)       |
| 51       | Timo Pielmeier       | 7. Juli 1989  | 1        | 0        | 1        | 0        | 58:26    | 1        | 0        | 96,15    | 1,03     | ERC Ingolstadt (DEL)       |

| Offizielle       | Offizielle         | Offizielle       | Offizielle   |
| Funktion         | Nat.               | Name             | Geburtsdatum |
| ---------------- | ------------------ | ---------------- | ------------ |
| Cheftrainer      | Deutschland        | Marco Sturm      | 8. Sep. 1978 |
| Assistenztrainer | Deutschland        | Christian Künast | 7. März 1971 |
| Assistenztrainer | Vereinigte Staaten | Matt McIlvane    | 2. Nov. 1985 |

### Finnland
Der finnische Kader, der unter der Leitung von Cheftrainer Lauri Marjamäki stand, wurde am 22. Januar 2018 bekanntgegeben.
| Feldspieler | Feldspieler           | Feldspieler | Feldspieler   | Feldspieler | Feldspieler | Feldspieler | Feldspieler | Feldspieler | Feldspieler | Feldspieler                     |
| Nr.         | Name                  | Pos.        | Geburtsdatum  | Sp          | T           | V           | Pkt         | SM          | +/−         | Team                            |
| ----------- | --------------------- | ----------- | ------------- | ----------- | ----------- | ----------- | ----------- | ----------- | ----------- | ------------------------------- |
| 12          | Marko Anttila         | F           | 27. Mai 1985  | 3           | 0           | 1           | 1           | 2           | ±0          | Jokerit (KHL)                   |
| 25          | Jonas Enlund          | F           | 3. Nov. 1987  | 5           | 0           | 0           | 0           | 0           | −1          | HK Sibir Nowosibirsk (KHL)      |
| 70          | Teemu Hartikainen     | F           | 3. Mai 1990   | 4           | 0           | 1           | 1           | 0           | −1          | Salawat Julajew Ufa (KHL)       |
| 42          | Miro Heiskanen        | D           | 18. Juli 1999 | 5           | 1           | 0           | 1           | 2           | ±0          | Helsingfors IFK (Liiga)         |
| 38          | Juuso Hietanen        | D           | 14. Juni 1985 | 5           | 1           | 1           | 2           | 4           | +1          | HK Dynamo Moskau (KHL)          |
| 13          | Julius Junttila       | F           | 15. Aug. 1991 | 5           | 0           | 1           | 1           | 0           | −1          | Oulun Kärpät (Liiga)            |
| 23          | Joonas Kemppainen     | F           | 7. Apr. 1988  | 5           | 2           | 2           | 4           | 2           | +1          | Salawat Julajew Ufa (KHL)       |
| 4           | Tommi Kivistö         | D           | 7. Juni 1991  | 4           | 0           | 0           | 0           | 0           | +3          | Jokerit (KHL)                   |
| 50          | Miika Koivisto        | D           | 20. Juli 1990 | 5           | 0           | 1           | 1           | 2           | −1          | Oulun Kärpät (Liiga)            |
| 27          | Petri Kontiola – A    | F           | 4. Okt. 1984  | 5           | 2           | 4           | 6           | 6           | +1          | Lokomotive Jaroslawl (KHL)      |
| 40          | Jarno Koskiranta      | F           | 9. Dez. 1986  | 5           | 0           | 2           | 2           | 0           | ±0          | SKA Sankt Petersburg (KHL)      |
| 5           | Lasse Kukkonen – C    | D           | 18. Sep. 1981 | 5           | 1           | 0           | 1           | 2           | ±0          | Oulun Kärpät (Liiga)            |
| 24          | Jani Lajunen          | F           | 16. Juni 1990 | 4           | 0           | 1           | 1           | 6           | ±0          | HC Lugano (NL)                  |
| 2           | Mikko Lehtonen        | D           | 16. Jan. 1994 | 1           | 0           | 0           | 0           | 0           | −1          | Tappara (Liiga)                 |
| 18          | Sami Lepistö – A      | D           | 17. Okt. 1984 | 5           | 2           | 3           | 5           | 4           | +4          | Jokerit (KHL)                   |
| 65          | Sakari Manninen       | F           | 10. Feb. 1992 | 5           | 2           | 1           | 3           | 0           | +3          | Örebro HK (SHL)                 |
| 55          | Atte Ohtamaa          | D           | 6. Nov. 1987  | 5           | 0           | 0           | 0           | 0           | −2          | Ak Bars Kasan (KHL)             |
| 62          | Oskar Osala           | F           | 26. Dez. 1987 | 4           | 0           | 1           | 1           | 0           | +1          | HK Metallurg Magnitogorsk (KHL) |
| 81          | Jukka Peltola         | F           | 26. Aug. 1987 | 5           | 0           | 1           | 1           | 2           | +2          | Tappara (Liiga)                 |
| 37          | Mika Pyörälä          | F           | 13. Juli 1981 | 5           | 1           | 0           | 1           | 0           | +1          | SC Bern (NL)                    |
| 86          | Veli-Matti Savinainen | F           | 5. Jan. 1986  | 5           | 1           | 1           | 2           | 2           | −1          | HK Jugra Chanty-Mansijsk (KHL)  |
| 20          | Eeli Tolvanen         | F           | 22. Apr. 1999 | 5           | 3           | 6           | 9           | 4           | +1          | Jokerit (KHL)                   |

| Torhüter | Torhüter       | Torhüter      | Torhüter | Torhüter | Torhüter | Torhüter | Torhüter | Torhüter | Torhüter | Torhüter | Torhüter | Torhüter                   |
| Nr.      | Name           | Geburtsdatum  | Sp       | S        | N        | OTN      | Min      | GT       | SO       | Sv%      | GTS      | Team                       |
| -------- | -------------- | ------------- | -------- | -------- | -------- | -------- | -------- | -------- | -------- | -------- | -------- | -------------------------- |
| 19       | Mikko Koskinen | 18. Juli 1988 | 5        | 3        | 2        | 0        | 296:38   | 8        | 0        | 93,16    | 1,62     | SKA Sankt Petersburg (KHL) |
| 77       | Juha Metsola   | 24. Feb. 1989 | –        | –        | –        | –        | –        | –        | –        | –        | –        | Amur Chabarowsk (KHL)      |
| 31       | Karri Rämö     | 1. Juli 1986  | –        | –        | –        | –        | –        | –        | –        | –        | –        | Jokerit (KHL)              |

| Offizielle       | Offizielle | Offizielle      | Offizielle    |
| Funktion         | Nat.       | Name            | Geburtsdatum  |
| ---------------- | ---------- | --------------- | ------------- |
| Cheftrainer      | Finnland   | Lauri Marjamäki | 29. Mai 1977  |
| Assistenztrainer | Finnland   | Ari Hilli       | 17. März 1968 |
| Assistenztrainer | Finnland   | Mikko Manner    | 19. Juli 1974 |
| Assistenztrainer | Finnland   | Jussi Tapola    | 13. Juni 1974 |

### Norwegen
Norwegen stellte sein Aufgebot am 24. Januar 2018 vor, wobei Petter Thoresen als Cheftrainer fungierte.
| Feldspieler | Feldspieler           | Feldspieler | Feldspieler   | Feldspieler | Feldspieler | Feldspieler | Feldspieler | Feldspieler | Feldspieler | Feldspieler                         |
| Nr.         | Name                  | Pos.        | Geburtsdatum  | Sp          | T           | V           | Pkt         | SM          | +/−         | Team                                |
| ----------- | --------------------- | ----------- | ------------- | ----------- | ----------- | ----------- | ----------- | ----------- | ----------- | ----------------------------------- |
| 20          | Anders Bastiansen     | F           | 31. Okt. 1980 | 5           | 0           | 2           | 2           | 0           | ±0          | Frisk Asker (GET-ligaen)            |
| 47          | Alexander Bonsaksen   | D           | 24. Jan. 1987 | 5           | 2           | 0           | 2           | 6           | −1          | Iserlohn Roosters (DEL)             |
| 17          | Stefan Espeland       | D           | 24. März 1989 | 5           | 0           | 0           | 0           | 2           | −1          | Vålerenga Oslo (GET-ligaen)         |
| 26          | Kristian Forsberg     | F           | 5. Mai 1986   | 5           | 0           | 0           | 0           | 4           | −2          | Stavanger Oilers (GET-ligaen)       |
| 27          | Ludvig Hoff           | F           | 16. Okt. 1996 | 3           | 0           | 0           | 0           | 4           | −1          | University of North Dakota (NCAA)   |
| 6           | Jonas Holøs – C       | D           | 27. Aug. 1987 | 5           | 0           | 1           | 1           | 2           | −2          | Fribourg-Gottéron (NL)              |
| 4           | Johannes Johannesen   | D           | 1. März 1997  | 5           | 0           | 0           | 0           | 0           | ±0          | Stavanger Oilers (GET-ligaen)       |
| 15          | Tommy Kristiansen     | F           | 26. Mai 1989  | 5           | 1           | 1           | 2           | 29          | −3          | Sparta Warriors (GET-ligaen)        |
| 5           | Erlend Lesund         | D           | 11. Dez. 1994 | –           | –           | –           | –           | –           | –           | Mora IK (SHL)                       |
| 10          | Mattias Nørstebø      | D           | 3. Juni 1995  | 5           | 0           | 0           | 0           | 6           | −3          | Frölunda HC (SHL)                   |
| 42          | Henrik Ødegaard       | D           | 12. Feb. 1988 | 5           | 0           | 0           | 0           | 2           | −1          | Frisk Asker (GET-ligaen)            |
| 40          | Ken André Olimb       | F           | 21. Jan. 1989 | 5           | 0           | 2           | 2           | 2           | −2          | Linköping HC (SHL)                  |
| 46          | Mathis Olimb – A      | F           | 1. Feb. 1986  | 5           | 0           | 1           | 1           | 2           | −3          | Linköping HC (SHL)                  |
| 61          | Alexander Reichenberg | F           | 13. Juni 1992 | 5           | 1           | 0           | 1           | 4           | −2          | HC Sparta Prag (Tschech. Extraliga) |
| 28          | Niklas Roest          | F           | 3. Aug. 1986  | 5           | 0           | 0           | 0           | 2           | −2          | Sparta Warriors (GET-ligaen)        |
| 51          | Mats Rosseli Olsen    | F           | 29. Apr. 1991 | 5           | 0           | 1           | 1           | 6           | ±0          | Frölunda HC (SHL)                   |
| 22          | Martin Røymark        | F           | 10. Nov. 1986 | 5           | 0           | 1           | 1           | 0           | −2          | MODO Hockey (Allsvenskan)           |
| 16          | Eirik Salsten         | F           | 17. Juni 1994 | 3           | 0           | 0           | 0           | 0           | ±0          | Stavanger Oilers (GET-ligaen)       |
| 90          | Daniel Sørvik         | D           | 11. März 1990 | 5           | 0           | 0           | 0           | 0           | −4          | HC Litvínov (Tschech. Extraliga)    |
| 41          | Patrick Thoresen – A  | F           | 7. Nov. 1983  | 5           | 1           | 1           | 2           | 0           | −1          | SKA Sankt Petersburg (KHL)          |
| 21          | Steffen Thoresen      | F           | 3. Juni 1985  | 5           | 0           | 0           | 0           | 6           | ±0          | Storhamar Hockey (GET-ligaen)       |
| 8           | Mathias Trettenes     | F           | 8. Nov. 1993  | 4           | 0           | 0           | 0           | 0           | −1          | Stavanger Oilers (GET-ligaen)       |

| Torhüter | Torhüter         | Torhüter      | Torhüter | Torhüter | Torhüter | Torhüter | Torhüter | Torhüter | Torhüter | Torhüter | Torhüter | Torhüter                      |
| Nr.      | Name             | Geburtsdatum  | Sp       | S        | N        | OTN      | Min      | GT       | SO       | Sv%      | GTS      | Team                          |
| -------- | ---------------- | ------------- | -------- | -------- | -------- | -------- | -------- | -------- | -------- | -------- | -------- | ----------------------------- |
| 30       | Lars Haugen      | 19. März 1987 | 5        | 1        | 3        | 1        | 268      | 15       | 0        | 89,86    | 3,36     | Färjestad BK (SHL)            |
| 33       | Henrik Haukeland | 6. Dez. 1994  | 1        | 0        | 0        | 0        | 40       | 3        | 0        | 76,92    | 4,50     | Timrå IK (Allsvenskan)        |
| 38       | Henrik Holm      | 6. Sep. 1990  | –        | –        | –        | –        | –        | –        | –        | –        | –        | Stavanger Oilers (GET-ligaen) |

| Offizielle       | Offizielle | Offizielle         | Offizielle    |
| Funktion         | Nat.       | Name               | Geburtsdatum  |
| ---------------- | ---------- | ------------------ | ------------- |
| Cheftrainer      | Norwegen   | Petter Thoresen    | 25. Juli 1961 |
| Assistenztrainer | Norwegen   | Sjur Robert Nilsen | 3. Dez. 1967  |

### Schweden
Der schwedische 23-Mann-Kader wurde am 16. Januar 2018 bekanntgegeben, bevor die zwei offenen Plätze von Trainer Rikard Grönborg am 26. Januar 2018 endgültig besetzt wurden. In Person von Rasmus Dahlin stellten die Tre Kronor den jüngsten Spieler des Turniers.
| Feldspieler | Feldspieler          | Feldspieler | Feldspieler   | Feldspieler | Feldspieler | Feldspieler | Feldspieler | Feldspieler | Feldspieler | Feldspieler                    |
| Nr.         | Name                 | Pos.        | Geburtsdatum  | Sp          | T           | V           | Pkt         | SM          | +/−         | Team                           |
| ----------- | -------------------- | ----------- | ------------- | ----------- | ----------- | ----------- | ----------- | ----------- | ----------- | ------------------------------ |
| 51          | Jonas Ahnelöv        | D           | 11. Dez. 1987 | 3           | 0           | 0           | 0           | 2           | ±0          | HK Awangard Omsk (KHL)         |
| 28          | Dick Axelsson        | F           | 25. Apr. 1987 | 4           | 0           | 0           | 0           | 2           | +1          | Färjestad BK (SHL)             |
| 22          | Alexander Bergström  | F           | 18. Jan. 1986 | 4           | 0           | 1           | 1           | 0           | +1          | HK Sibir Nowosibirsk (KHL)     |
| 15          | Simon Bertilsson     | D           | 19. Apr. 1991 | 4           | 0           | 1           | 1           | 0           | +2          | Brynäs IF (SHL)                |
| 26          | Rasmus Dahlin        | D           | 13. Apr. 2000 | 2           | 0           | 1           | 1           | 0           | ±0          | Frölunda HC (SHL)              |
| 18          | Dennis Everberg      | F           | 31. Dez. 1991 | 4           | 1           | 1           | 2           | 4           | +3          | Neftechimik Nischnekamsk (KHL) |
| 8           | Johan Fransson       | D           | 18. Feb. 1985 | 4           | 0           | 2           | 2           | 2           | +3          | Genève-Servette HC (NL)        |
| 29          | Erik Gustafsson – A  | D           | 15. Dez. 1988 | 4           | 0           | 0           | 0           | 2           | −1          | Neftechimik Nischnekamsk (KHL) |
| 6           | Patrik Hersley       | D           | 23. Juni 1986 | 3           | 1           | 0           | 1           | 4           | −1          | SKA Sankt Petersburg (KHL)     |
| 48          | Carl Klingberg       | F           | 28. Jan. 1991 | 1           | 0           | 0           | 0           | 0           | ±0          | EV Zug (NL)                    |
| 4           | Staffan Kronwall – A | D           | 10. Sep. 1982 | 4           | 0           | 0           | 0           | 2           | +3          | Lokomotive Jaroslawl (KHL)     |
| 58          | Anton Lander         | F           | 24. Apr. 1991 | 4           | 3           | 0           | 3           | 0           | +4          | Ak Bars Kasan (KHL)            |
| 17          | Pär Lindholm         | F           | 5. Okt. 1991  | 4           | 1           | 0           | 1           | 6           | −1          | Skellefteå AIK (SHL)           |
| 10          | Joakim Lindström     | F           | 5. Dez. 1983  | 4           | 0           | 0           | 0           | 0           | −2          | Skellefteå AIK (SHL)           |
| 20          | Joel Lundqvist – C   | F           | 2. März 1982  | 4           | 0           | 0           | 0           | 6           | ±0          | Frölunda HC (SHL)              |
| 45          | Oscar Möller         | F           | 22. Jan. 1989 | 4           | 1           | 1           | 2           | 2           | ±0          | Skellefteå AIK (SHL)           |
| 37          | John Norman          | F           | 6. Jan. 1991  | 3           | 0           | 0           | 0           | 2           | −1          | Jokerit (KHL)                  |
| 67          | Linus Omark          | F           | 5. Feb. 1987  | 4           | 0           | 7           | 7           | 0           | +6          | Salawat Julajew Ufa (KHL)      |
| 12          | Fredrik Pettersson   | F           | 10. Juni 1987 | 4           | 0           | 0           | 0           | 0           | ±0          | ZSC Lions (NL)                 |
| 25          | Viktor Stålberg      | F           | 17. Jan. 1986 | 4           | 1           | 0           | 1           | 2           | +1          | EV Zug (NL)                    |
| 5           | Mikael Wikstrand     | D           | 5. Nov. 1993  | 4           | 2           | 1           | 3           | 0           | +4          | Färjestad BK (SHL)             |
| 19          | Patrik Zackrisson    | F           | 27. März 1987 | 4           | 1           | 2           | 3           | 0           | +4          | HK Sibir Nowosibirsk (KHL)     |

| Torhüter | Torhüter        | Torhüter      | Torhüter | Torhüter | Torhüter | Torhüter | Torhüter | Torhüter | Torhüter | Torhüter | Torhüter | Torhüter              |
| Nr.      | Name            | Geburtsdatum  | Sp       | S        | N        | OTN      | Min      | GT       | SO       | Sv%      | GTS      | Team                  |
| -------- | --------------- | ------------- | -------- | -------- | -------- | -------- | -------- | -------- | -------- | -------- | -------- | --------------------- |
| 1        | Jhonas Enroth   | 25. Juni 1988 | 1        | 1        | 0        | 0        | 60:00    | 0        | 1        | 100,00   | 0,00     | HK Dinamo Minsk (KHL) |
| 30       | Viktor Fasth    | 8. Aug. 1982  | 3        | 2        | 0        | 1        | 181:30   | 5        | 1        | 91,80    | 1,65     | Växjö Lakers (SHL)    |
| 35       | Magnus Hellberg | 4. Apr. 1991  | –        | –        | –        | –        | –        | –        | –        | –        | –        | Kunlun Red Star (KHL) |

| Offizielle       | Offizielle | Offizielle      | Offizielle    |
| Funktion         | Nat.       | Name            | Geburtsdatum  |
| ---------------- | ---------- | --------------- | ------------- |
| Cheftrainer      | Schweden   | Rikard Grönborg | 8. Juni 1968  |
| Assistenztrainer | Schweden   | Johan Garpenlöv | 21. März 1968 |
| Assistenztrainer | Schweden   | Peter Popovic   | 10. Feb. 1968 |